# Crypturellus ptaritepui
O inhambu-dos-tepuis (Crypturellus praritepui) é uma espécie de ave pertencente à família Tinamidae, endêmica da região do Monte Roraima.